# DN56
De DN56 (Drum Național 56 of Nationale weg 56) is een weg in Roemenië. Hij loopt van Craiova via Calafat naar Bulgarije. De weg is 85 kilometer lang.

## Europese wegen
De volgende Europese weg loopt met de DN56 mee:
- Craiova - Bulgarije